# العشة (السوم)

تعديل مصدري - تعديل

العشة هي إحدى قرى عزلة السوم بمديرية السوم التابعة لمحافظة حضرموت، بلغ تعداد سكانها 172 نسمة حسب تعداد اليمن لعام 2004.